# EPrix do Mónaco
O ePrix do Mónaco é uma corrida automobilística recorrente do Campeonato Mundial de Fórmula E que acontece em Monte Carlo, Mónaco .

## O circuito

Mapa da versão mais curta do Circuito do Mónaco, que foi usada para o ePrix do Mónaco nas temporadas 2014–15, 2016–17 e 2018–19.

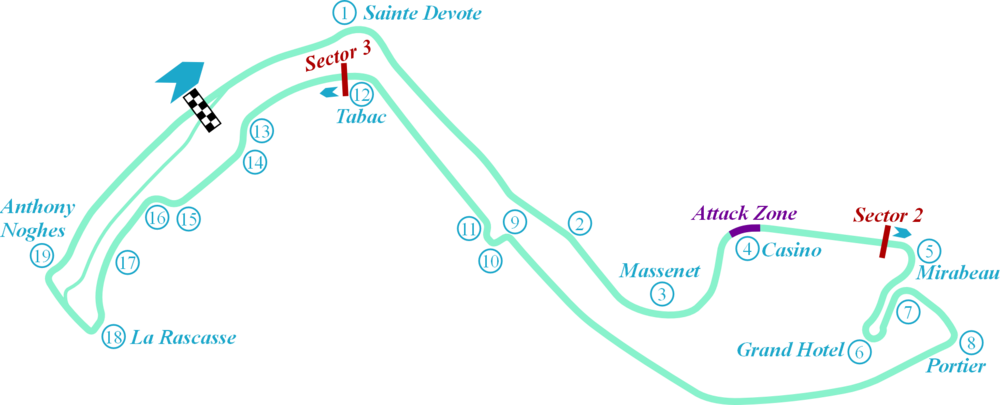
Layout específico da Fórmula E do Circuito do Mónaco, em que a Nouvelle Chicane era um pouco diferente do layout do Grande Prémio, usado para o ePrix do Mónaco na temporada de 2021

Em 18 de setembro de 2014, foi anunciado que a Fórmula E iria utilizar uma versão mais curta do circuito original do Grande Prémio do Mónaco para a temporada 2014-15 .  Esta versão perde a colina, a praça do Casino, o icónico gancho, o famoso túnel e a chicane. No entanto, na temporada 2020–21, o ePrix realizou-se no tradicional circuito completo do Mónaco. 
O Mónaco não estava programado para estar no calendário da segunda temporada da Fórmula E porque ocupa a vaga no calendário preenchida pelo Grande Prémio Histórico do Mónaco a cada dois anos.  O CEO da Fórmula E, Alejandro Agag, revelou que uma corrida em Paris substituiu o ePrix do Mónaco em 2016, mas o Mónaco foi realizado novamente na temporada 2016–17 .
Em 2020, a versão virtual da pista sediou a primeira série Race At Home devido às restrições a viagens e ajuntamentos devido à pandemia de Coronavírus de 2020 . A corrida foi uma corrida de pré-temporada sem pontuação.  Em seguida, retornou na Ronda 3, onde o nível de dano aumentou.
Em 16 de abril de 2021, foi anunciado que um novo traçado de pista seria usado para o ePrix do Mónaco de 2021, o traçado é semelhante ao traçado da Fórmula 1, mas teria diferenças nas curvas 1 (Sainte Devote) e 9 (Nouvelle Chicane). Este novo layout tem um comprimento de cerca. A distância do layout aumentou devido ao aumento no desempenho e alcance dos carros Gen2.  Porém, na semana do ePrix do Mónaco, decidiu-se usar o T1 como o circuito de Fórmula 1 para regenerar mais energia na travagem.
Em 2022, o layout do Grande Prémio foi usado em vez do layout da Fórmula E.

## Resultados
| Edição | Pista                                   | Vencedor                            | Segundo                                   | Terceiro                       | Pole position                       | Volta mais rápida                   | Ref    |
| ------ | --------------------------------------- | ----------------------------------- | ----------------------------------------- | ------------------------------ | ----------------------------------- | ----------------------------------- | ------ |
| 2015   | Circuito do Mónaco versão curta         | Sébastien Buemi e.dams Renault      | Lucas di Grassi Abt Sportsline            | Nelson Piquet Jr. China Racing | Sébastien Buemi e.dams Renault      | Jean-Éric Vergne Andretti Autosport | [ 6 ]  |
| 2017   | Circuito do Mónaco versão curta         | Sébastien Buemi Renault e.dams      | Lucas Di Grassi Abt Schaeffler Audi Sport | Nick Heidfeld Mahindra Racing  | Sébastien Buemi Renault e.dams      | Sam Bird DS Virgin Racing           | [ 7 ]  |
| 2019   | Circuito do Mónaco versão curta         | Jean-Eric Vergne Techeetah-DS       | Oliver Rowland e.Dams-Nissan              | Felipe Massa Venturi           | Jean-Eric Vergne Techeetah-DS       | Pascal Wehrlein Mahindra            | [ 8 ]  |
| 2021   | Circuito do Mónaco versão Grande Prémio | António Félix da Costa Techeetah-DS | Robin Frijns Virgin-Audi                  | Mitch Evans Jaguar             | António Félix da Costa Techeetah-DS | Stoffel Vandoorne Mercedes          | [ 9 ]  |
| 2022   | Circuito do Mónaco versão Grande Prémio | Stoffel Vandoorne Mercedes          | Mitch Evans Jaguar                        | Jean-Eric Vergne Techeetah-DS  | Mitch Evans Jaguar                  | Robin Frijns Envision Racing        | [ 10 ] |
| 2023   | Circuito do Mónaco versão Grande Prémio | Nick Cassidy Envision Racing        | Mitch Evans Jaguar                        | Jake Dennis Andretti Autosport | Jake Hughes McLaren                 | Jake Dennis Andretti Autosport      |        |

### Vitórias múltiplas (pilotos)
| Vitórias | Piloto          | Anos ganhos |
| -------- | --------------- | ----------- |
| 2        | Sébastien Buemi | 2015, 2017  |
| Fonte:   |                 |             |